# The Loudest Voice
The Loudest Voice is een Amerikaanse miniserie uit 2019 van de Amerikaanse betaalzender Showtime. De zevendelige reeks, die gebaseerd werd op de Roger Ailes-biografie The Loudest Voice in the Room (2014) van auteur Gabriel Sherman, beschikt over een ensemblecast bestaande uit onder meer Russell Crowe, Seth MacFarlane, Sienna Miller, Simon McBurney en Naomi Watts.

## Verhaal
De miniserie volgt gedurende enkele decennia Roger Ailes (1940 - 2017), de televisieproducent die Fox News in dienst van Rupert Murdoch omvormde tot een van de meest machtige en invloedrijke medianetwerken in de geschiedenis van de Verenigde Staten. Er wordt getoond hoe Ailes uitgroeit tot een van de toonaangevende figuren van conservatief Amerika, hoe zijn nieuwszender historische gebeurtenissen als de aanslagen op 11 september 2001 en de presidentsverkiezingen van 2008 en 2016 behandelt en hoe hij aan het einde van zijn carrière met schikkingen probeert om beschuldigingen van seksueel grensoverschrijdend gedrag geheim te houden.

## Rolverdeling
| Acteur               | Personage         |
| -------------------- | ----------------- |
| Russell Crowe        | Roger Ailes       |
| Seth MacFarlane      | Brian Lewis       |
| Sienna Miller        | Beth Tilson Ailes |
| Simon McBurney       | Rupert Murdoch    |
| Annabelle Wallis     | Laurie Luhn       |
| Aleksa Palladino     | Judy Laterza      |
| Naomi Watts          | Gretchen Carlson  |
| Josh Stamberg        | Bill Shine        |
| Mackenzie Astin      | John Moody        |
| Barry Watson         | Lachlan Murdoch   |
| Guy Boyd             | Chet Collier      |
| Josh Charles         | Casey Close       |
| Patch Darragh        | Sean Hannity      |
| Josh McDermitt       | Glenn Beck        |
| John Finn            | Jack Welch        |
| Fran Kranz           | Gabriel Sherman   |
| David Cromer         | David Axelrod     |
| Joseph Cortese       | Roger Stone       |
| John Rue             | Dick Cheney       |
| Eric Michael Gillett | Paul Manafort     |

## Productie
In 2014 bracht schrijver Gabriel Sherman met The Loudest Voice in the Room: How the Brilliant, Bombastic Roger Ailes Built Fox News - and Divided a Country een biografie uit over Roger Ailes, de producent achter het invloedrijke televisienetwerk Fox News. Twee jaar later raakte bekend dat Blumhouse Productions het boek in samenwerking met uitvoerend producent Tom McCarthy wilde omvormen tot een miniserie.
In april 2017 werd de reeks, die aanvankelijk de titel Secure and Hold: The Last Days of Roger Ailes kreeg, opgepikt door betaalzender Showtime. Een maand later overleed Ailes. Vervolgens raakte bekend dat Annapurna Pictures van plan was om ook een film over Ailes uit brengen. Het filmproject, getiteld Bombshell (2019), zou later overgenomen worden door Lionsgate.
In augustus 2018 werd Kari Skogland aangekondigd als regisseuse van de eerste twee afleveringen van de serie. Twee maanden later werd onthuld dat televisiepresentatrice Megyn Kelly niet in de serie aan bod zou komen. Kelly kreeg daarentegen wel een grote rol in Bombshell, het filmproject van Lionsgate.
Russell Crowe werd in juni 2018 gecast als het hoofdpersonage Roger Ailes. Vier maanden later, in oktober 2018, werd de cast uitgebreid met Naomi Watts, Seth MacFarlane, Sienna Miller, Simon McBurney, Annabelle Wallis en Aleksa Palladino. Om meer op hun personages te lijken, werden Crowe en Miller uitgerust met make-up, rubberen gezichtsprotheses, een pruik en een kostuum met extra lichaamsgewicht. De opnames voor de miniserie gingen begin november 2018 van start in New York.
Op 30 juni 2019 ging The Loudest Voice in première op Showtime. Vanaf 23 oktober 2020 wordt de miniserie uitgezonden door de Nederlandse publieke omroep BNNVARA op NPO 2.

## Afleveringen
| Afl. | Titel  | Regie          | Scenario                        | Première         |
| 1    | "1995" | Kari Skogland  | Tom McCarthy, Gabriel Sherman   | 30 juni 2019     |
| 2    | "2001" | Kari Skogland  | Alex Metcalf                    | 7 juli 2019      |
| 3    | "2008" | Jeremy Podeswa | Gabriel Sherman, Jennifer Stahl | 14 juli 2019     |
| 4    | "2009" | Jeremy Podeswa | John Harrington Bland           | 21 juli 2019     |
| 5    | "2012" | Kari Skogland  | Laura Eason, Alex Metcalf       | 28 juli 2019     |
| 6    | "2015" | Stephen Frears | Laura Eason                     | 4 augustus 2019  |
| 7    | "2016" | Scott Z. Burns | Gabriel Sherman, Jennifer Stahl | 11 augustus 2019 |

## Prijzen en nominaties
| Jaar | Prijs         | Categorie                     | Genomineerde(n) | Uitslag     |
| ---- | ------------- | ----------------------------- | --------------- | ----------- |
| 2020 | Golden Globes | Beste miniserie               | Beste miniserie | Genomineerd |
| 2020 | Golden Globes | Beste acteur in een miniserie | Russell Crowe   | Gewonnen    |